# Al-Kahf (sura)

Al-Kahf w kaligrafii arabskiej

Al-Kahf, w polskim tłumaczeniu Grota (arab. ‏الكهف‎, al-kahf) – 18. sura Koranu. Wśród uczonych muzułmańskich jest jednomyślnie zaliczana do sur mekkańskich. Sura ta zajmuje szczególne miejsce w pobożności muzułmańskiej ponieważ, zgodnie z hadisami jej recytacja oraz zapamiętywanie konkretnych fragmentów, ma gwarantować ochronę i przewodnictwo.

## Pochodzenie nazwy sury
Nazwa sury jest zaczerpnieta z wersetu 9.:
W tłumaczeniu Józefa Bielawskiego:
 "Czy ty sądzisz, że mieszkańcy groty i Ar-Rakim są czymś osobliwym wśród Naszych znaków?"
W tłumaczeniu Musy Çaxarxana Czachorowskiego:
"Czy sądzisz, że towarzysze Groty i Napisu byli czymś zdumiewającym spośród Naszych znaków?"
Nazwa Al-Kahf (podobnie jak w przypadków nazw większości sur w Koranie) nie opisuje tematu całej sury. Jest swego rodzaju słowem-kluczem, którego zwyczajowo używano, aby odróżnić tę surę od innych.

## Okoliczności objawienia sury Al-Kahf
Historyk i egzegeta muzułmański Ismail ibn Umar ibn Kathir podaje za Ibn Ishakiem szczegółowe okoliczności objawienia sury Al-Kahf. Najważniejsze punkty przekazu według ibn Kathira:
1. Mekkańczycy, którzy byli przeciwni Mahometowi nie mieli wiedzy na temat historii i proroków opisywanych we fragmentach Koranu recytowanych przez Mahometa.
2. Decydują się wysłać posłańca do Jatrib (obecnie Medyna), oddalonego o  ponad 300 kilometrów, aby zdobyć wiedzę na temat objawienia głoszonego przez Mahometa i argumenty merytoryczne przeciwko niemu. W tym mieście znajdowała się duża społeczność Żydowska i rabini, od których Mekkańczycy planowali zdobyć potrzebne informacje.
3. Rabini udzielili następującej rady Mekkańczykom: "Zapytajcie go o trzy rzeczy, które wam powiemy. Jeżeli odpowie jest prorokiem, który został posłany – jeżeli nie odpowie, to, co mówi, nie jest prawdą. W tym przypadku postąpcie z nim jak uważacie".
  - pytanie 1: o losy pewnych młodzieńców z dawnych czasów, o niezwykłej, tajemniczej historii.
  - pytanie 2: o osobę, która wiele podróżowała i dotarła na wschód i na zachód.
  - pytanie 3: o Ruh.
4. Przeciwnicy Mahometa przedstawili mu pytania. Odpowiedź nie przyszła od razu, ale po około 15 dniach, w postaci objawienia sury Al-Kahf. Sura odpowiada na pytania zadane przez rabinów, ale są w niej też inne tematy m.in. historia podróży Musy (Mojżesza) z Al-Chidrem[7].

## Wątki i historie w surze Al-Kahf

### Historia śpiących z jaskini
Historia o młodzieńcach, którzy byli monoteistami i którym groziło im z tego powodu niebezpieczeństwo, ponieważ w mieście, w którym mieszkali czczono wielu bożków. Zgodnie z narracją Koranu skryli się w jaskini wraz ze swoim psem, a Allah sprawił, że zasnęli na ponad 300 lat. Kiedy się obudzili praktyki politeistyczne nie miały już miejsca w okolicy. Z dużym prawdopodobieństwem historia ta mówi o wczesnych chrześcijanach, prześladowanych przez jednego z cesarzy rzymskich, być może Decjusza. Historia ta pojawia się też w podobnej wersji w tradycji wczesnochrześcijańskiej, wedle której młodzieńcy byli chrześcijanami, a po śmierci zostali uznani za świętych. 
Istnieje kilka miejsc, które mają być autentyczną jaskinią śpiących młodzieńców, między innym Jaskinia Siedmiu Śpiących w Turcji, w okolicach Efezu oraz Jaskinia Siedmiu Śpiących oddalona o około 15 minut drogi samochodem od Ammanu w Jordanii.

### Historia Zu-Karnaina
Historia o  mądrym i potężnym władcy, który podróżował ze wschodu na zachód. Podczas swoich podróży, m.in., wybudował mur powstrzymujący Goga i Magoga.

### Historia Musy (Mojżesza) i Al-Chidra
Historia wspólnej podróży Musy i tajemniczego Al-Chidra, który, zgodnie z Koranem, został odbarzony przez Allaha szczególną mądrością.

### Historia mężczyzny i dwóch ogrodów
Historia o mężczyźnie, który był niezwykle bogaty – między innymi posiadał dwa piękne ogrody. Był pełen pychy i arogancki w związku ze swoim statusem materialnym i nie dostrzegał, że jego majątek to dar od Allaha. Drugi, biedniejszy mężczyzna ostrzegał go przed negatywnymi konsekwencjami takiej postawy. Pod koniec historii ogrody zostają zniszczone, a bogaty mężczyzna rozumie swój błąd.

## Szczególne właściwości sury Al-Kahf wg tradycji muzułmańskiej
- Zgodnie z wieloma hadisami sahih (autentycznymi wg kryteriów uczonych muzułmańskich), m.in. hadisem przekazanym w Sahih Muslim 809a "ten kto zapamięta 10 pierwszych wersetów (ajatów) sury Al-Kahf, będzie ochroniony przed Dadżdżalem."[5]
- Zgodnie z innym hadisem sahih (autentycznym wg kryteriów uczonych muzułańskich) w al-Sunan al-Kubra 5856 "Ktokolwiek wyrecytuje surę Al-Kahf w piątek, będzie miał światło pomiędzy tym piątkiem, a następnym."[4]

## Źródła zewnętrzne
- Przekład Koranu według Musy Çaxarxan Czachorowskiego (źródło: Muzułmański Związek Religijny w RP, Białystok 1439/2018)
- Tłumaczenie znaczenia Świętego Koranu według Józefa Bielawskiego (źródło: PIW, Warszawa 1986)
- Tłumaczenie znaczenia Świętego Koranu według Jana Murzy Tarak Buczackiego (źródło: nakładem Aleksandra Nowoleckiego, Warszawa 1858)
- Tekst Koranu z transliteracją, tłumaczeniami na wiele języków (w tym Józefa Bielawskiego) i recytacjami
- Muzułmańska strona poświęcona egzegezie Koranu